# Hrvatski nogometni kup
 Hrvatski nogometni kup hade premiär 1992, och är Kroatiens nationella cupturnering i herrfotboll.

## Vinnare

### Förklaringar
| †           | Matchen avgjord på staffar         |
| Fet stil    | Vinnaren vann även Dubbeln         |
| Kursiv stil | Laget vid tillfället ej i Prva HNL |

### Lista över vinnare
| Säsong    | Etta               | Finalresultat                     | Tvåa           | Spelplats                                    |
| --------- | ------------------ | --------------------------------- | -------------- | -------------------------------------------- |
| 1992      | Inker Zaprešić (1) | 1–1, 1–0                          | HAŠK Građanski | Stadion Intera, Zaprešić Maksimir, Zagreb    |
| 1992–93   | Hajduk Split (1)   | 4–1, 1–2                          | Croatia Zagreb | Poljud, Split Maksimir, Zagreb               |
| 1993/1994 | Croatia Zagreb (1) | 2–0, 0–1                          | Rijeka         | Maksimir, Zagreb Kantrida, Rijeka            |
| 1994/1995 | Hajduk Split (2)   | 3–2, 1–0                          | Croatia Zagreb | Poljud, Split Maksimir, Zagreb               |
| 1995/1996 | Croatia Zagreb (2) | 2–0, 1–0                          | Varteks        | Stadion Varteksa, Varaždin Maksimir, Zagreb  |
| 1996/1997 | Croatia Zagreb (3) | 2–1                               | NK Zagreb      | Maksimir, Zagreb                             |
| 1997/1998 | Croatia Zagreb (4) | 1–0, 2–1                          | Varteks        | Stadion Varteksa, Varaždin Maksimir, Zagreb  |
| 1998/1999 | Osijek (1)         | 2–1 detaljer                      | Cibalia        | Maksimir, Zagreb                             |
| 1999/2000 | Hajduk Split (3)   | 2–0, 0–1 detaljer                 | Dinamo Zagreb  | Poljud, Split Maksimir, Zagreb               |
| 2000/2001 | Dinamo Zagreb (5)  | 2–0, 1–0 detaljer                 | Hajduk Split   | Poljud, Split Maksimir, Zagreb               |
| 2001/2002 | Dinamo Zagreb (6)  | 1–1, 1–0                          | Varteks        | Maksimir, Zagreb Stadion Varteksa, Varaždin  |
| 2002/2003 | Hajduk Split (4)   | 1–0, 4–0 detaljer                 | Uljanik Pula   | Stadion Aldo Drosina, Pula Poljud, Split     |
| 2003/2004 | Dinamo Zagreb (7)  | 1–1, 0–0                          | Varteks        | Stadion Varteksa, Varaždin Maksimir, Zagreb  |
| 2004/2005 | Rijeka (1)         | 2–1, 1–0                          | Hajduk Split   | Kantrida, Rijeka Poljud, Split               |
| 2005/2006 | Rijeka (2)         | 4–0, 1–5                          | Varteks        | Kantrida, Rijeka Stadion Varteksa, Varaždin  |
| 2006/2007 | Dinamo Zagreb (8)  | 1–0, 1–1 detaljer                 | Slaven Belupo  | Maksimir, Zagreb Gradski stadion, Koprivnica |
| 2007/2008 | Dinamo Zagreb (9)  | 3–0, 0–0 detaljer                 | Hajduk Split   | Maksimir, Zagreb Poljud, Split               |
| 2008/2009 | Dinamo Zagreb (10) | 3–0, 0–3, (4–3 straffar) detaljer | Hajduk Split   | Maksimir, Zagreb Poljud, Split               |
| 2009/2010 | Hajduk Split (5)   | 2–1, 2–0 detaljer                 | Šibenik        | Poljud, Split Šubićevac, Šibenik             |
| 2010/2011 | Dinamo Zagreb (11) | 5–1, 3–1                          | Varaždin       | Maksimir, Zagreb Anđelko Herjavec, Varaždin  |
| 2011/2012 | Dinamo Zagreb (12) | 0–0, 3–1 detaljer                 | Osijek         | Gradski vrt, Osijek Maksimir, Zagreb         |
| 2012/2013 | Hajduk Split (6)   | 2–1, 3–3 detaljer                 | Lokomotiva     | Poljud, Split Maksimir, Zagreb               |
| 2013/2014 | Rijeka (3)         | 1–0, 2–0 detaljer                 | Dinamo Zagreb  | Maksimir, Zagreb Kantrida, Rijeka            |
| 2014/2015 | Dinamo Zagreb (13) | 0–0 (4–2 straffar) detaljer       | RNK Split      | Maksimir, Zagreb                             |
| 2015/2016 | Dinamo Zagreb (14) | 2–1 detaljer                      | Slaven Belupo  | Gradski vrt-stadion, Osijek                  |
| 2016/2017 | Rijeka (4)         | 3–1 detaljer                      | Dinamo Zagreb  | Anđelko Herjavec, Varaždin                   |
| 2017/2018 | Dinamo Zagreb (15) | 1–0 detaljer                      | Hajduk Split   | Stadion HNK Cibalia, Vinkovci                |
| 2018/2019 | Rijeka (5)         | 3–1 detaljer                      | Dinamo Zagreb  | Stadion Aldo Drosina, Pula                   |
| 2019/2020 | Rijeka (6)         | 1–0 detaljer                      | Lokomotiva     | Stadion Šubićevac, Šibenik                   |
| 2020/2021 | Dinamo Zagreb (16) | 6–3 detaljer                      | Istra 1961     | Gradski stadion Velika Gorica, Velika Gorica |
| 2021/2022 | Hajduk Split (7)   | 3–1 detaljer                      | Rijeka         | Poljudstadion, Split                         |

### Fotnoter
1. ↑  ”Varteks target cup triumph” (på engelska). UEFA. 1 maj 2002. http://www.uefa.com/memberassociations/news/newsid=22619.html. Läst 15 november 2015.